# Soganoya Gorō

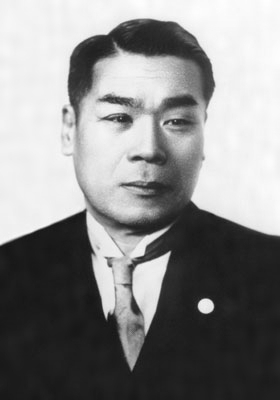
Soganoya Gorō

Soganoya Gorō (japanisch 曾我廼家 五郎, wirklicher Name Wada Hisakazu (和田 久一); geb. 6. September 1877 in Sakai (Präfektur Osaka); gest. 1. November 1948 in Osaka) war ein japanischer Komödiant und Verfasser von Komödien.

## Leben und Werk
Soganoya Gorō verbrachte zehn Jahre in der Provinz als Mitglied einer zweitklassigen Kabuki-Truppe, wo er den Kabuki-Schauspieler Ōmatsu Fukumatsu (大松 福松; 1869–1925) traf. Sie orientierten sich an den Soga-Brüdern und nannten sich Soganoya Gorō und Soganoya Jūrō (曾我廼家 十郎). 1904 gründeten sie die „Soganoya Ichiza“ (曾我廼家 一座) -Theatertruppe und führten zeitgenössische Komödien auf.
Gorō stellte sorglose Männer aus der Unterklasse in etwas übertriebener Form dar, während Jūrō eher zurückhaltend, pessimistisch auftrat. Gorō wurde auch bekannt für seine karikaturhafte Darstellung grässlicher alter Frauen. Die beiden Schauspieler trennten sich 1913, Gorō ging nach Europa. Nach seiner Rückkehr gründete er das „Heimin gekidan“ (平民劇団). Er änderte dann den Namen in „Gorō-geki“, mit dem er Hauptvertreter der Osaka-Komödien wurde.
Unter dem Künstlernamen Ikkai Gyojin (一堺漁人) – „Ein Fischermann aus Sakai“ – schrieb Gorō mehr als 1000 kurze Theaterstücke.